# ポズナン - シュチェチン線
ポズナン - シュチェチン線（ポズナン - シュチェチンせん、ポーランド語: Linia kolejowa Potnań–Szczecin）はポーランド共和国ヴィエルコポルスカ県の県都ポズナンと西ポモージェ県の県都シュチェチンを結ぶ複線および電化の幹線鉄道である。開通以後の初期にはこの路線はベルリンとケーニヒスベルク（現在カリーニングラード）との連絡鉄道の一部として活用されて、現在もポーランドの遠距離輸送部門で重要な路線の一つである。

## 歴史
1843年以降にシュテティン（現在シュチェチン）はベルリン＝シュテルン鉄道（Berlin-Stettiner Eisenbahn-Gesellschaft, BStE）が開通した、ベルリン方面の鉄道で連結されていた。1846年5月1日にBStEは幹線鉄道をシュタルガルト（現在スタルガルト）まで延長した。一方、2ヶ月前にシュタルガルト＝ポーゼン鉄道会社（Stargart-Posener Eisenbahn-Gesellschaft, StPo）はポーゼン（現在ポズナン）方面の鉄道建設許可を獲得した。およそ1年間の工事が完了した後に、シュタルガルト - ヴォルデンベルク（現在ドビエングニェフ）間は1847年10月10日に開通された。数ヶ月後にドイツの3月革命が発生して、工事は一時的に遅れた。残りの区間は1848年10月10日に通行可能となった。
乗客数と貨物輸送量は会社の期待に至らなかったので、プロイセン政府は1851年にStPoを引き受けた。国有化以後にシュタルガルト - ポーゼン間はプロイセン邦有鉄道の東部鉄道管理局（königliche Eisenbahndirektion der Ostbahn）に配置された。シュテティン - シュタルガルト間はBStEの路線として残った。1851年にルーガツ駅（現在クシジュ駅）にシュナイデミュール（現在ピワ）方面の分岐線が開通されて、この路線と接続することになった。キューストリン（現在コストシン）方面の路線は6年後にこの路線と連結された。1880年にBStEは国有化されて、シュテティン - シュタルガルト間は王立鉄道シュテティン管理局の路線網に編入された。1895年4月以降、シュタルガルト - ポーゼン間はブロンベルク管理局に配置された。
ヴェルサイユ条約とポーランド独立により国境線はクロイツ駅（現在クシジュ駅）とドラヴスキムウィン駅の間におけるノテチ川鉄道橋上に画定されて、クロイツ駅は境界駅となった。1920年10月1日に旧ブロンベルク管理局区間であったシュタルガルト - クロイツ区間は新生のドイツ国営鉄道（略: DR）の東部管理局に編入された。一方、ポズナン - ドラヴスキムウィン間の運営はポーランド国営鉄道（略: PKP）により継承された。
1939年9月、ナチスドイツのポーランド侵攻・占領を通じて全線はDRの路線網に組み入れられた。戦争中にはウィーン発あるいはカトヴィツェ発遠距離特急列車はこの路線の経由でケーニヒスベルク方面に走行した。ポツダム宣言の結果、ポーランドとドイツの新しい国境線はオーデル・ナイセ線として決定されて、全線はPKPに編入された。
1975年から1978年まで電車線は3000 V直流のシステムで設置された。1985年以降この路線は回廊鉄道E59に指定されている。

## 運行形態
- IC: ワルシャワ - クトノ - ポズナン - クシジュ - スタルガルト - シュチェチン。
- 通勤列車（PKM 4）: シロダ - ポズナン - ヴォラ - キエクシュ - ロキエトニツァ - パミオントコヴォ - バボルーヴコ - シャモトゥウィ - ペンツコヴォ - ヴロンキ（- モクジュ - ドラフスキムウィン - クシジュ）[5]。